# Sainte-Suzanne (Mayenne)
Pour les articles homonymes, voir Sainte-Suzanne.
Sainte-Suzanne est une ancienne commune française, située dans le département de la Mayenne en région Pays de la Loire, devenue, le 1er janvier 2016, une commune déléguée de la commune nouvelle de Sainte-Suzanne-et-Chammes.
Elle fait historiquement partie du Maine et l'écrivain Amand Dagnet la présentait comme la perle du Maine. 
La commune est peuplée de 851 habitants (les Suzannais).

## Géographie

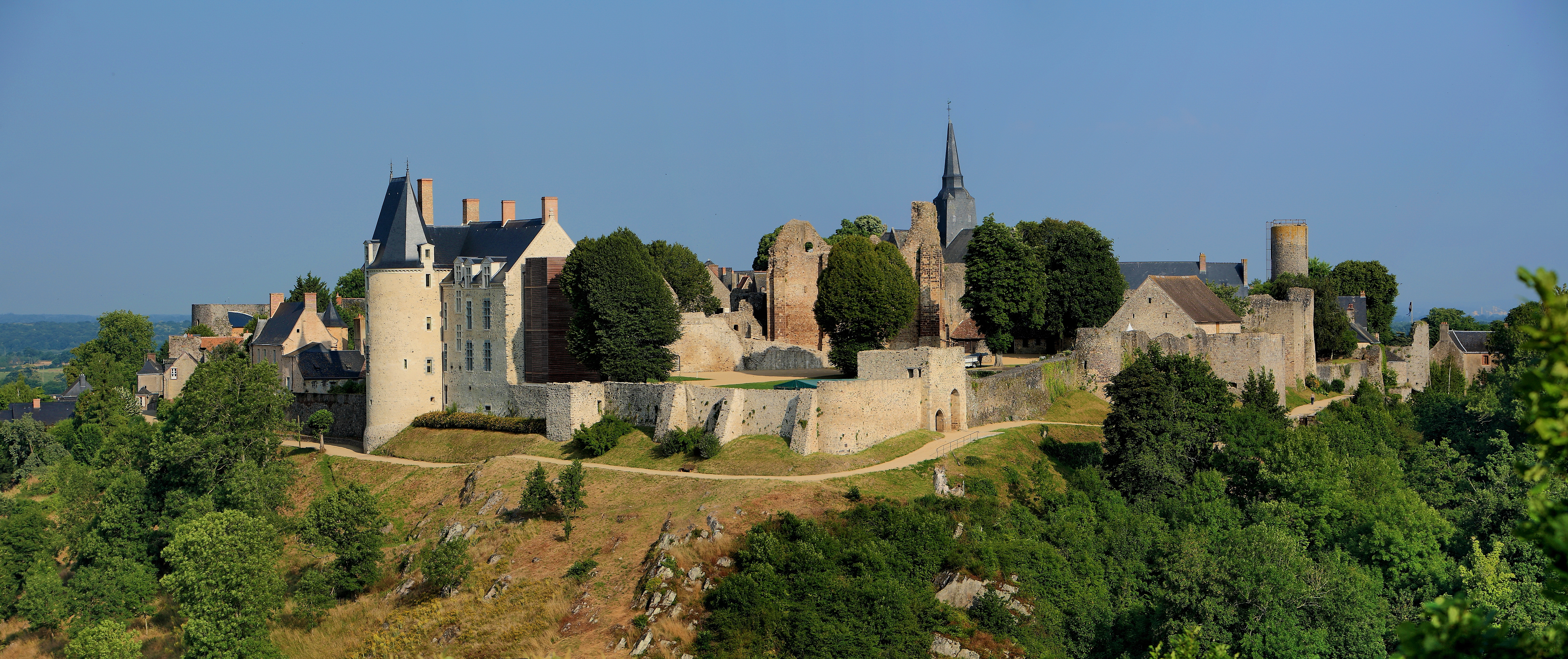
Vue de Sainte-Suzanne, depuis le Tertre Ganne.

La cité médiévale de Sainte-Suzanne, surnommée la « perle du Maine », se situe au sommet d'une colline isolée dominant d'un à-pic de 70 mètres la rive droite de l'Erve. Sa situation géographique a longtemps été stratégique au cœur du Maine car elle se situe en lisière des monts des Coëvrons (Alpes mancelles, extrémité sud de la Normandie) et de la plaine d'Anjou, sur laquelle s'ouvre un très vaste panorama. La cité est bâtie à 170 mètres d'altitude mais son point culminant se situe au Mont-Noir (222 mètres).
Au nord, on découvre les collines des Coëvrons, depuis la carrière de la Kabylie (Voutré) jusqu'au Montaigu (291 m), par le bois de Crun, le Mont Rochard (350 m). Dans la même direction, se dressent les hauteurs du Haut-Rocher (141 m), de Changemer (135 m), puis, à l'ouest, le Montis (130 m), qui séparent le bassin de l'Erve de celui de la Jouanne.
Ces hauteurs, en direction d'Évron, sont séparées de la cité par une partie basse, une sorte de vaste cuvette qui formait autrefois le Grand étang, aujourd'hui asséché. À l'est, le site du Tertre Ganne, d'où l'on jouit d'un magnifique panorama sur la cité médiévale. Si l'on regarde vers le sud-est, on découvre la forêt de la Charnie qui sépare Sainte-Suzanne de ses voisines Blandouet, Thorigné-en-Charnie, Saint-Jean-sur-Erve. Vers sa commune déléguée de Chammes et vers Vaiges, s'ouvre une immense plaine, au sud vers la Mayenne angevine, à l'ouest vers Laval et les confins de la Bretagne.
| Évron                                      | Évron                       | Voutré                                               |
| Châtres-la-Forêt: commune nouvelle d'Évron | Sainte-Suzanne              | Torcé-Viviers-en-Charnie                             |
| Commune déléguée de Chammes                | Commune déléguée de Chammes | Blandouet : commune nouvelle de Blandouet-Saint-Jean |

Sainte-Suzanne est à 7 km d'Évron, 16 km de Montsûrs, 21 km de Sillé-le-Guillaume, 28 km de Conlie, 32 km de Sablé-sur-Sarthe, 35 km de Laval, 48 km du Mans et 88 km d'Angers.

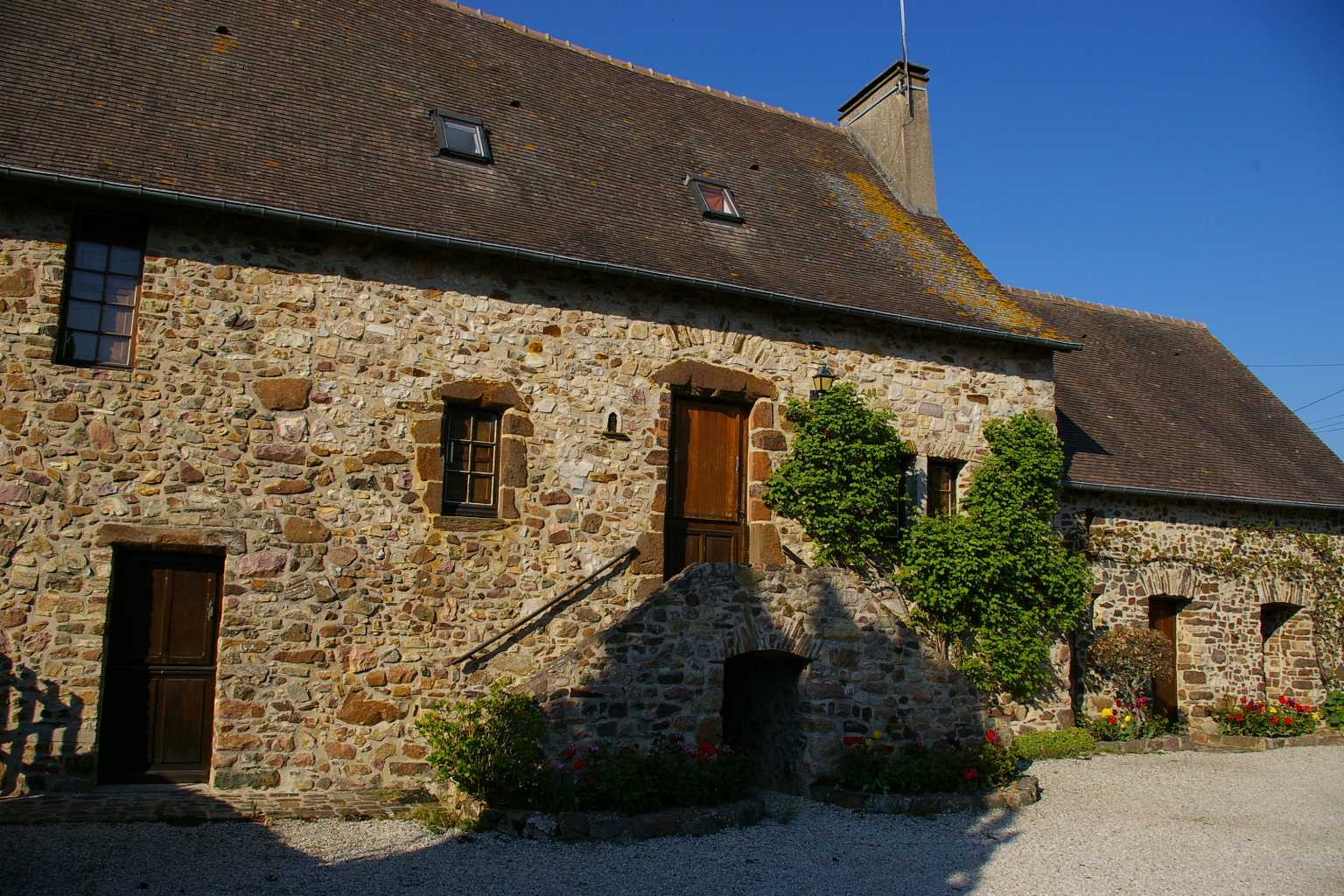
La grande maison de l'Aubépin, quartier de La Rivière à Sainte-Suzanne.

Plusieurs quartiers et hameaux composent la commune de Sainte-Suzanne : la Cité intra-muros, Beaulieu, la Taconnière, les Grands-jardins, la Boulière, la Croix-Couverte, la Rivière, le Gohard, le Pont-Neuf, le Grand-Moulin, la Madeleine et les Granges.
Les communes limitrophes sont Chammes, Blandouet-Saint-Jean, Châtres-la-Forêt, Évron, Torcé-Viviers-en-Charnie et Voutré.
Parmi les Plus Beaux Villages de France, Petite cité de caractère, station verte de vacances, village fleuri ***, Sainte-Suzanne appartient au Pays d'art et d'histoire Coëvrons-Mayenne, dont elle abrite le CIAP (Centre d'interprétation de l'architecture et du patrimoine).

### Climat
De type océanique, le climat de la région de Sainte-Suzanne, au centre-est du département, est proche de celui du reste du département ; la pluviosité et l'ensoleillement ne sont ainsi pas éloignés du climat de la Mayenne et particulièrement de la région de Laval.

### Bocage, faune, flore
Dans la région d'Erve et Charnie, les prairies couvrent de grandes superficies. Entre les parcelles se dressent des haies qui forment un maillage : c'est le bocage, qui s'étend au nord de Sainte-Suzanne jusqu'aux collines des Coëvrons (hauteurs supérieures à 290 mètres).
Ces reliefs sont couverts d'un manteau bocager. Le paysage représente encore les caractères essentiels des vieux bocages créés au Moyen Âge (essentiellement à partir du Xe - XIe siècle) et nés de défrichements individuels. Chaque défricheur entourait la nouvelle parcelle conquise d'un fossé et d'un talus sur lequel il plantait une haie, en signe d'appropriation. Il donnait le plus souvent son nom à sa maison établie en un point isolé (ex. : Hamard > La Hamardière). Aujourd'hui, les haies n'entourent plus toutes les parcelles, agrandies pour permettre le travail à la machine, mais sont souvent conservées et protégées par le Plan local d'urbanisme celles qui bordent les routes et chemins et celles perpendiculaires à la pente. Jusqu'au XIXe siècle, les labours dominaient ; ils ont fait place aujourd'hui à un des pôles herbagers où sont élevés des bovins de la race Rouge des prés et des charolaises. Après une phase où l'herbe a tenu beaucoup de place, les labours regagnent les terrains sur les replats, pour des raisons économiques. Les prés occupent toujours les pentes et le fond de la vallée de l'Erve.
Malgré la pauvreté floristique de la strate herbacée des champs, les haies constituent un milieu protecteur et nourricier pour de nombreuses espèces animales. On y retrouve aussi bien des oiseaux propres aux habitats ouverts (alouettes, bruants…) que des oiseaux des milieux forestiers plus fermés (pie, mésanges…). De plus, certains prédateurs (faucons crécerelles, Buses variables…) viennent chasser sur ces terrains riches en petits vertébrés. Les insectes, nombreux eux aussi, attirent les hirondelles, les gobe-mouches… C'est dans ce type de zone de contact écologique que la flore et la faune atteignent leur plus grande diversité.
Principales plantes constituant les haies bocagères à Sainte-Suzanne :
Arbres : chêne rouvre, érable champêtre, frêne, orme (rejets), merisier (« guignier » = cerises sauvages), sycomore…
Arbustes : acacia, aubépine monogyne, aubépine à deux styles, cornouiller sanguin, églantier des champs, fusain d'Europe, houx, noisetier, prunellier (baies), sureau (baies), troène…
Plantes « lianes » : Bryone dioïque (toxine), chèvrefeuille, clématite, cucubale des haies, églantier des champs, genêt à balais, liseron des haies, tamier (« herbe aux femmes battues »)…
Bourrage : ajonc d'Europe, églantier « rose de chien », ronce commune (mûres); symphorine « échappée de jardin »…

### Géologie
La commune est située sur le flanc nord du synclinal de Laval. Aux schistes précambriens (moulin de La Liaudière) succèdent les poudingues pourprés, base du Cambrien, puis les schistes et calcaires magnésiens (autrefois exploités au Moulin des Erves). Une vaste région schisteuse, également cambrienne, s'étend jusqu'à la crête gréseuse de Sainte-Suzanne. Toute cette partie de la commune, profondément creusée à l'époque éocène, a été remplie par des argiles qui couronnent des grès « à Sabalite » (dont les blocs abondent sur le plateau de La Touche-Piquet).
La crête des grès de Sainte-Suzanne, dans laquelle l'Erve s'est déblayé un étroit et pittoresque passage, traverse la cité de l'est à l'ouest, et, venant du Mont-Noir (222 m), se dirige en s'abaissant graduellement vers la limite occidentale de la commune (121 m).

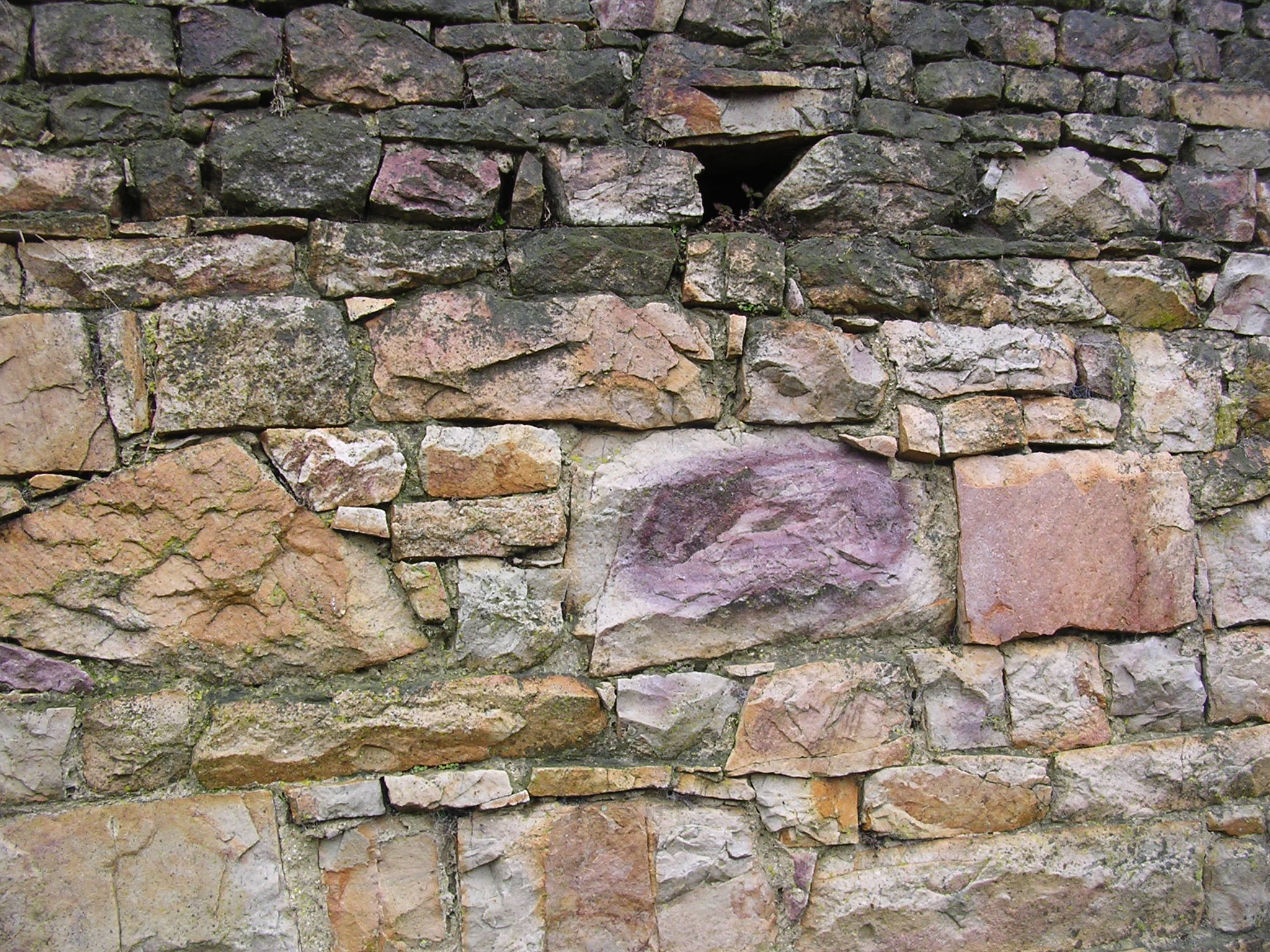
Le grès rose extrait à Sainte-Suzanne.

Au sud du bourg, sur le flanc méridional de la commune, on retrouve une série identique à celle des Coëvrons (schistes pétrosilicifiés, brèches éruptives et orthophyres), formant une traînée intercalée au milieu des couches cambriennes, et qui s'observe également sur la rive droite de l'Erve, à La Pierre, à Beausoleil et au Coq-hardi. À ces couches succèdent, toujours en suivant la ligne régulière, des grès feldspathiques, et enfin des grès ferrugineux en plaquettes avec Lingulella Nicholsoni (= grès de Blandouet). Cette dernière assise, qui occupe le sommet du Cambrien, se montre bien développée dans le bois de Thorigné.

### Transports
Sainte-Suzanne est principalement traversée par trois routes départementales :
- La D 7 (Sablé-sur-Sarthe (D 24 en Sarthe)  / Épineux-le-Seguin - Mayenne),
- La D 9 (Laval - Montsûrs - Torcé-Viviers-en-Charnie - Neuvillette-en-Charnie (D 28 en Sarthe)),
- La D 125 (Vaiges - Voutré).

Par ailleurs, la D 143 relie Sainte-Suzanne à Assé-le-Bérenger, Saint-Georges-sur-Erve et Vimarcé, la D 156 à Saint-Denis-d'Orques et Brûlon (D 49 en Sarthe), et la D 560 à Saint-Léger.
La commune est située à 8 km de l'ex-route nationale 157 (RD 57 (ex-RN 157), Orléans - Rennes, carrefour des Poteaux).
Sainte-Suzanne, dont le site est signalé sur l'autoroute, se trouve à 18 km de l'échangeur 01 (Joué-en-Charnie) et à 13,5 km de l'échangeur 02 (Vaiges) de l'autoroute A81 (E50) (Le Mans - La Gravelle).
Sainte-Suzanne est à 8 km de la gare d'Évron sur la ligne Le Mans - Laval : TER Pays de la Loire.
Gares TGV à Laval (34 km) et au Mans (48 km).

## Toponymie
Le château, construit sur un promontoire rocheux près d'un bourg dont l'église portait jadis le nom de Saint-Jean de Hautefeuilles, tient son nom, au moment de la christianisation, de sainte Suzanne (Sancta Suzanna, Sanctae Suzannae oppidum), vierge et martyre (fête le 11 août). Des reliques de la sainte auraient été rapportées au Xe siècle. Quand le bourg fut réuni au château, la nouvelle enceinte, comportant château et cité, prit le nom unique de Sainte-Suzanne. Ce fut la première cité de France à prendre ce nom.
Selon d'autres hypothèses, d'ailleurs pas nécessairement incompatibles, le nom de « Suzanne » pourrait provenir des origines celtiques de la cité, qui ont laissé leur empreinte à travers un mur vitrifié (env. IXe – Ve siècle avant notre ère). Ainsi, ana signifie déesse et suze, source , suze-ana pourrait ainsi signifier la déesse de la source, la cité intra-muros comptant 21 puits. Plusieurs noms propres dans la proche région sont issus de cette même période : le nom de la rivière l'Erve, vient du gaulois erva ou arva (eau courante) ; le site du Tertre Ganne, signifie mont boisé ; Évron vient du celtique eburo, if ou sanglier, suivi du suffixe -o / -one de localisation. La Suze-sur-Sarthe peut être issu d'un primitif *Segontia, nom également prélatin, basé sur seg-, hauteur[réf. nécessaire].
Sans qu'une preuve puisse en être apportée, l'étymologie de Suzanne semble plus naturellement conduire à la source biblique.
Durant la Révolution, la commune porte le nom de Mont-d'Erve.

## Histoire
Dotée du plus ancien monument de la Mayenne, le dolmen des Erves, la cité a connu une histoire particulièrement riche. Seul donjon à avoir résisté victorieusement à Guillaume le Conquérant, invaincu ensuite pendant plus de trois siècles, le château de Sainte-Suzanne tombe aux mains des Anglais en 1425 et reste anglais quatorze ans avant d'être repris par les Français du sire de Bueil. Un ministre de Henri IV, Fouquet de la Varenne, premier gouverneur général des Postes, construit « le logis » en 1608. En 1661, des lettres patentes signées de Louis XIV confèrent à la cité six foires et marchés annuels qui vont en faire une bourgade économiquement prospère durant deux siècles. Au XVIIIe siècle, l'établissement d'un grenier à sel lui confère un rôle administratif et fiscal sur 26 paroisses de la région. La ville connaît aussi un sursaut économique grâce aux 17 moulins installés sur l'Erve, ses papeteries et carteries ; elle compte plus de 1 800 habitants au milieu du XIXe siècle, avant de revenir à une économie agricole. Aujourd'hui, l'agriculture, l'artisanat et l'animation touristique constituent les principaux atouts de la commune. Le site et les bases des murailles du château sont internationalement connus dans le monde des archéologues pour les vestiges de murs vitrifiés qu'ils présentent, en commun avec quelques autres sites en France et ailleurs.
Les articles suivants détaillent l'histoire de la cité et son contexte :
Les personnages historiques liés à l'histoire du château sont détaillés dans les articles ci-dessus.

## Héraldique

Les armes de Sainte-Suzanne portent en écartelé les armes des quatre principales familles qui ont fait l'histoire de la cité.
- Blasonnement : Écartelé, au 1er de France à la bordure de gueules chargée de 16 besants d'argent (famille d'Alençon), au 2e chevronné d'or et de gueules de 8 pièces (famille Hubert de Beaumont), au 3e d'hermines à 3 quintefeuilles de gueules (Ambroise de Loré), au 4e de gueules au lévrier d'argent colleté de France (famille Fouquet de la Varenne).

Les armes des principaux chevaliers et des familles qui ont pris part à l'histoire de la cité figurent ci-dessous :

## Politique et administration
Avant l'époque révolutionnaire, peu de paroisses avaient un hôtel de ville. Généralement, les réunions de la communauté des habitants se faisaient dans l'église ou devant la porte de l'église ; les curés tenaient les registres de l'État civil. Cependant, dès 1770, la ville de Sainte-Suzanne organise, d'après les édits de 1764 et 1765, une administration municipale sous le nom d’Hôtel de ville, composée de deux échevins, trois conseillers, cinq notables, un procureur du roi et un greffier. Les habitants des faubourgs de la Taconnière, de la Rivière et les autres habitants, réunis séparément, nomment alors trois délégués par quartier, lesquels élisent six notables, un ecclésiastique, deux officiers, un bourgeois, un marchand, un laboureur ou artisan. Ceux-ci procèdent enfin à l'élection des échevins, qui sont : Jacques Aveneau, contrôleur du grenier à sel, et Olivier Provost, avocat. Ils ont pour conseillers : René Coutelle de la Houssaye, président du grenier à sel depuis 1764, Jean-Baptiste Coignard, seigneur du Tertre, et René Provost de Brée, négociant. Le syndic est François Coutelle, et le greffier Antoine de Bert.
| Période      | Période  | Identité                         | Étiquette | Qualité |
| ------------ | -------- | -------------------------------- | --------- | --- |
| Janvier 2016 | Mai 2020 | Jean-Pierre Morteveille (1948- ) | SE        | Administrateur civil président de la communauté de communes d'Erve et Charnie (jusqu'en 2012), de l'office de tourisme des Coëvrons et de la communauté de communes des Coëvrons (2012-2014) |
| Mai 2020     | en cours | Michel Galvane (1961 - )         |           | Directeur de la culture, du patrimoine et du tourisme du département de la Sarthe , chemin de la Madeleine, maire de la Commune de Sainte-Suzanne-et-Chammes.                                |

| Période      | Période  | Identité                | Étiquette | Qualité |
| ------------ | -------- | ----------------------- | --------- | ------- |
| Janvier 2016 | Mai 2020 | Jean-Pierre Morteveille |           |         |
| Mai 2020     | en cours | Vincent Houllière       |           |         |

## Population et société

### Démographie
En 2021, la commune comptait 851 habitants. Depuis 2004, les enquêtes de recensement dans les communes de moins de 10 000 habitants ont lieu tous les cinq ans (en 2006, 2011, 2016, etc. pour Sainte-Suzanne) et les chiffres de population municipale légale des autres années sont des estimations.
On dispose de quelques éléments sur la démographie à partir du XVIIe siècle. Ainsi la moyenne des naissances est de 37 par an de 1600 à 1610, 52 par an de 1700 à 1710. 200 feux habitent la commune en 1696, 229 en 1700, 227 en 1726 ; on compte 1 200 communiants en 1780; 50 feux en ville en 1789, 1 200 habitants en 1771, 1 700 en l'an VI.
Au XIXe siècle, la cité connaît une certaine prospérité économique au début du XIXe siècle grâce aux activités agricoles, commerciales (foires et marchés), meunières et papetières. La difficulté des papeteries à se reconvertir en termes de procédés industriels aboutit à un lent déclin démographique dans la deuxième moitié du siècle.
Au XXe siècle, la guerre de 1914-1918 provoque une saignée dans la population (61 « morts pour la France ») et le déclin progressif de la cité. L'arrivée du chemin de fer à Évron (7 km) accélère le dépérissement de la vie économique et notamment des foires et marchés. Après une longue stagnation au milieu du siècle, un redressement s'amorce en fin de période avec l'arrivée de nouveaux habitants résidant dans la cité mais travaillant à Évron ou Laval, de résidents secondaires et la naissance d'une activité touristique.
| 1793  | 1800  | 1806  | 1821  | 1831  | 1836  | 1841  | 1846  | 1851  |
| ----- | ----- | ----- | ----- | ----- | ----- | ----- | ----- | ----- |
| 1 302 | 1 412 | 1 417 | 1 483 | 1 619 | 1 722 | 1 749 | 1 754 | 1 766 |

| 1856  | 1861  | 1866  | 1872  | 1876  | 1881  | 1886  | 1891  | 1896  |
| ----- | ----- | ----- | ----- | ----- | ----- | ----- | ----- | ----- |
| 1 811 | 1 793 | 1 741 | 1 666 | 1 631 | 1 610 | 1 542 | 1 504 | 1 448 |

| 1901  | 1906  | 1911  | 1921  | 1926  | 1931  | 1936 | 1946 | 1954 |
| ----- | ----- | ----- | ----- | ----- | ----- | ---- | ---- | ---- |
| 1 387 | 1 372 | 1 328 | 1 090 | 1 059 | 1 023 | 956  | 973  | 937  |

| 1962 | 1968 | 1975 | 1982 | 1990 | 1999  | 2006 | 2011 | 2016 |
| ---- | ---- | ---- | ---- | ---- | ----- | ---- | ---- | ---- |
| 901  | 888  | 853  | 925  | 935  | 1 020 | 960  | 977  | 966  |

| 2019 | - | - | - | - | - | - | - | - |
| ---- | - | - | - | - | - | - | - | - |
| 926  | - | - | - | - | - | - | - | - |

## Vie et services
Sainte-Suzanne est le siège de l'office de tourisme de Sainte-Suzanne - les Coëvrons, régie regroupant les cinq anciens offices de tourisme - syndicats d'initiatives d'Évron, Bais, Montsûrs, Saulges et Sainte-Suzanne, qui relève de la communauté de communes des Coëvrons.
On y trouve une bibliothèque, une école publique Perrine Dugué en RPI avec cantine et garderie (en période scolaire).
L'Espace loisirs de la Croix-Couverte comprend : la salle des fêtes Fernand-Bourdin, un glamping, un mini-golf, une aire de jeux pour enfants, la piscine Jean-Taris (deux bassins extérieurs, chauffés, toboggan), une salle socio-culturelle Maxime-Létard, un terrain de sports.
La commune est par ailleurs dotée d'un centre de secours, de maisons pluridisciplinaires de santé (maison médicale, pharmacie, cabinet infirmier, kinésithérapeute, vente et location de matériel médical), de services tertiaires (La Poste, La Banque postale, distributeur de billets, office notarial).

### Activités économiques
Sainte-Suzanne est située dans une région d'élevage, essentiellement bovin, et compte une dizaine de grandes exploitations agricoles. C'est la race rouge des prés qui est la plus exploitée; le lait est transformé essentiellement (fabrication de fromage de marque Babybel) par une usine du Groupe Bel située à Évron, distante de 7 km. D'importantes populations de volailles sont élevées intensivement selon un cahier des charges attaché à une Indication géographique protégée et un Label Rouge. Elles sont ensuite achetées, transformées et commercialisées par l'entreprise industrielle de Loué.
La commune ne comporte pas d'industrie mais plusieurs artisans travaillent dans le domaine du bâtiment et les domaines connexes (construction, électricien, maçon, carreleur, plâtrier, restauration vieilles demeures - maçonnerie à l'ancienne. De nombreux actifs résidant à Sainte-Suzanne travaillent quotidiennement à Évron dans l'industrie agroalimentaire, particulièrement dans les usines Bel et Socopa (entreprise Bigard), ou à Laval (dans l'industrie ou les services).
Les services représentent l'essentiel de l'activité économique avec des commerces traditionnels (marché; boulangerie-pâtisserie ; supérette, traiteur, coiffeur mixte), un soldeur, un magasin de décoration, vente par correspondance sur catalogue général, une société de services de transports (ambulances, taxis, VSL, minibus).
Le tourisme constitue la principale activité de la cité : Sainte-Suzanne est classée par l'association les plus beaux villages de France et sous les signes Commune touristique, Petite cité de caractère, village fleuri *** (trois fleurs obtenues en 2010, 2014 et 2017, prix régional du patrimoine 2011) et station verte de vacances. Elle appartient au Pays d'art et d'histoire Coëvrons-Mayenne dont elle constitue le pôle majeur avec le Centre d'interprétation de l'architecture et du patrimoine (CIAP). Plusieurs activités sont directement liées au patrimoine touristique : Centre d'interprétation de l'Architecture et du Patrimoine de la Mayenne, visite de plusieurs monuments historiques donjon, logis, dolmen des Erves, Camp des anglais, visite de deux musées : le musée de l'auditoire et le Grand-moulin (actuel moulin à papier, seul moulin de France qui puisse produire avec le même mécanisme de la farine, du papier et de l'électricité). Village de vacances VVF Villages ***, Hôtel-restaurant ** Logis de France ** , plusieurs gîtes **** et chambres d'hôtes, glamping, piscine et aire de campings-cars, restaurants, café, brasserie, supérette, bar-tabac, bouquiniste, boutiques d'artisanat-souvenirs, bijoux, brocanteur.
Les indications économiques chiffrées les plus récentes sont consultables via les fiches de l'INSEE.

### Jumelages
Sulzheim (Allemagne) depuis 1967.

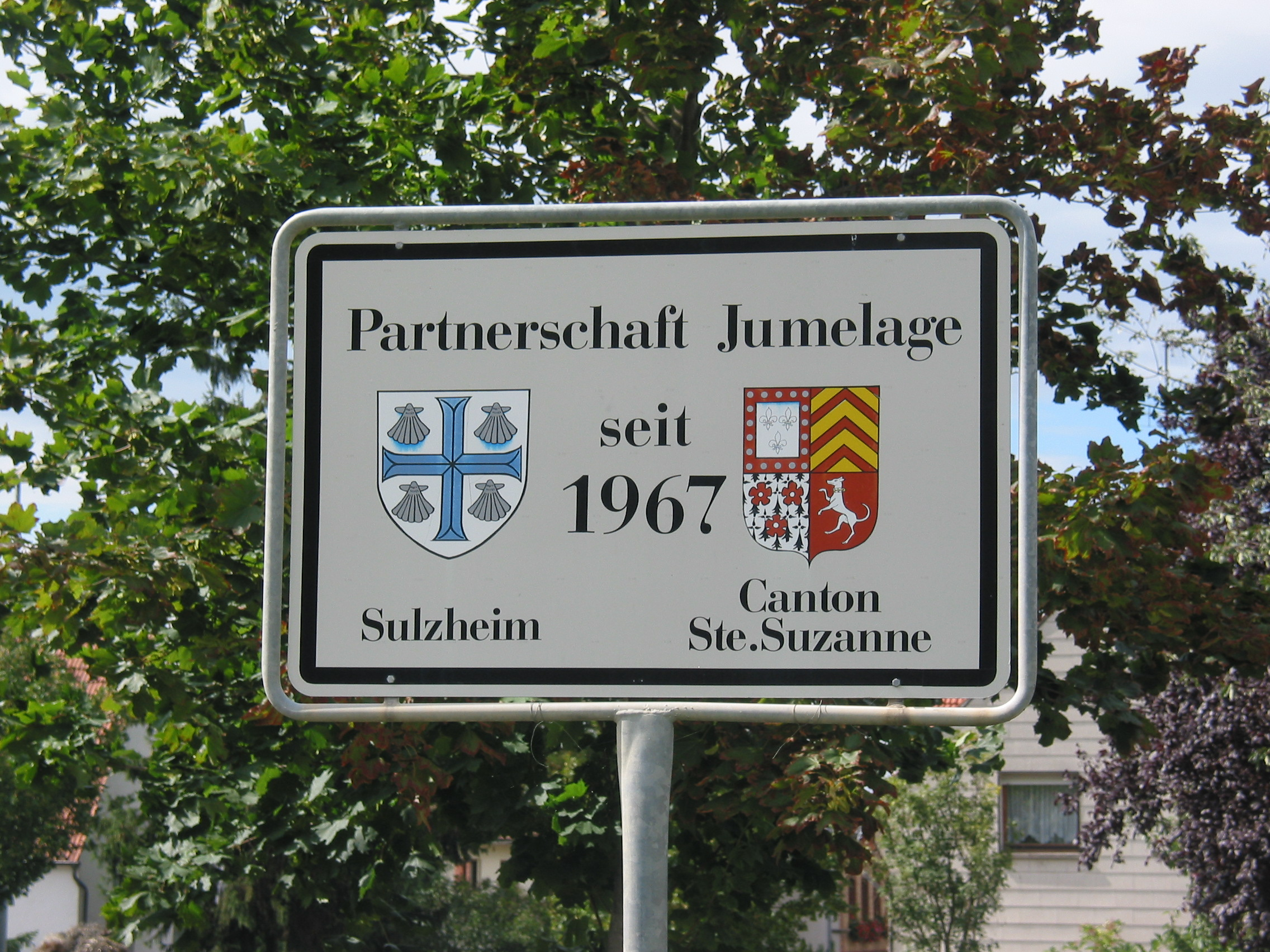
Jumelage depuis 1967.

Le jumelage du canton de Sainte-Suzanne / communauté de communes d'Erve et Charnie, avec Sulzheim (Rhénanie-Palatinat) a été initié en 1966 par Victor Julien, conseiller général, maire de Thorigné-en-Charnie, et Adam Becker, dans la famille duquel Victor Julien avait été prisonnier de guerre de 1940 à 1945. Le premier groupe de jeunes Allemands fut reçu à Sainte-Suzanne du 15 au 23 juillet 1967, et l'acte officiel de jumelage fut signé à Sulzheim le 14 juillet 1968. Près de cinquante échanges et manifestations officielles (municipalités, groupes de jeunes, de clubs du troisième âge, gendarmes, pompiers, chorales, musiques municipales…) ont eu lieu depuis. Ce fut le premier jumelage franco-allemand en Mayenne ; son quarantième anniversaire a été célébré à Sainte-Suzanne en avril 2007 et à Sulzheim le 10 mai 2008. À cette occasion, l'harmonie de Sainte-Suzanne a joué conjointement avec celle de Sulzheim. Le Comité d'échanges Sulzheim-Erve et Charnie a été renouvelé en 2009. En 2013, l'Harmonie de Sainte-Suzanne a participé à un concert international à Wörrstadt avec les communes jumelées de la Verbandsgemeinde Wörrstadt (VGW), à l'occasion du 40e anniversaire de cette communauté de communes. En 2017 à Sainte-Suzanne et 2018 à Sulzheim, les deux communes ont fêté le 50e anniversaire de leur partenariat.

## Patrimoine et culture
Sainte-Suzanne, classée Commune touristique par arrêté préfectoral le 27 juin 2011, est la seule commune de France  à détenir à la fois les labels : plus beaux villages de France, petite cité de caractère, station verte, Commune touristique, pays d'art et d'histoire et village fleuri***. Elle a reçu par ailleurs en 2009 le diplôme de la Société pour la protection des paysages et de l'esthétique de la France, en mai 2011 le label européen des architectures de terre remarquables Terra incognita décerné par l'Icomos, et en novembre 2011 le Prix régional du Patrimoine du concours des villes et villages fleuris. En 2013, la commune a été classée troisième sur vingt-deux dans l'émission de France 2 présentée par Stéphane Bern Le village préféré des Français, et en 2014 la réfection du moulin à papier a été distinguée par les rubans du patrimoine. Depuis la Loi relative à la liberté de la création, à l'architecture et au patrimoine, promulguée le 7 juillet 2016, la zone de protection du patrimoine architectural, urbain et paysager (ZPPAUP) qui couvrait depuis 2001 l'essentiel du territoire de la Cité, a été transformée en site patrimonial remarquable.
Le château, qui abrite le CIAP (Centre d'interprétation de l'architecture et du patrimoine) du Pays d'art et d'histoire Coëvrons-Mayenne, déjà labellisé Tourisme et handicap pour les quatre types de handicaps, a été cofinaliste en 2011 du concours du ministère de la Culture et de la Communication Patrimoine pour tous, patrimoine pour chacun relatif à l’accessibilité aux handicapés dans les musées et monuments historiques, et a reçu en 2013 le premier prix national des Trophées de l'accessibilité pour les équipements recevant du public, délivré par le Conseil national du handicap.

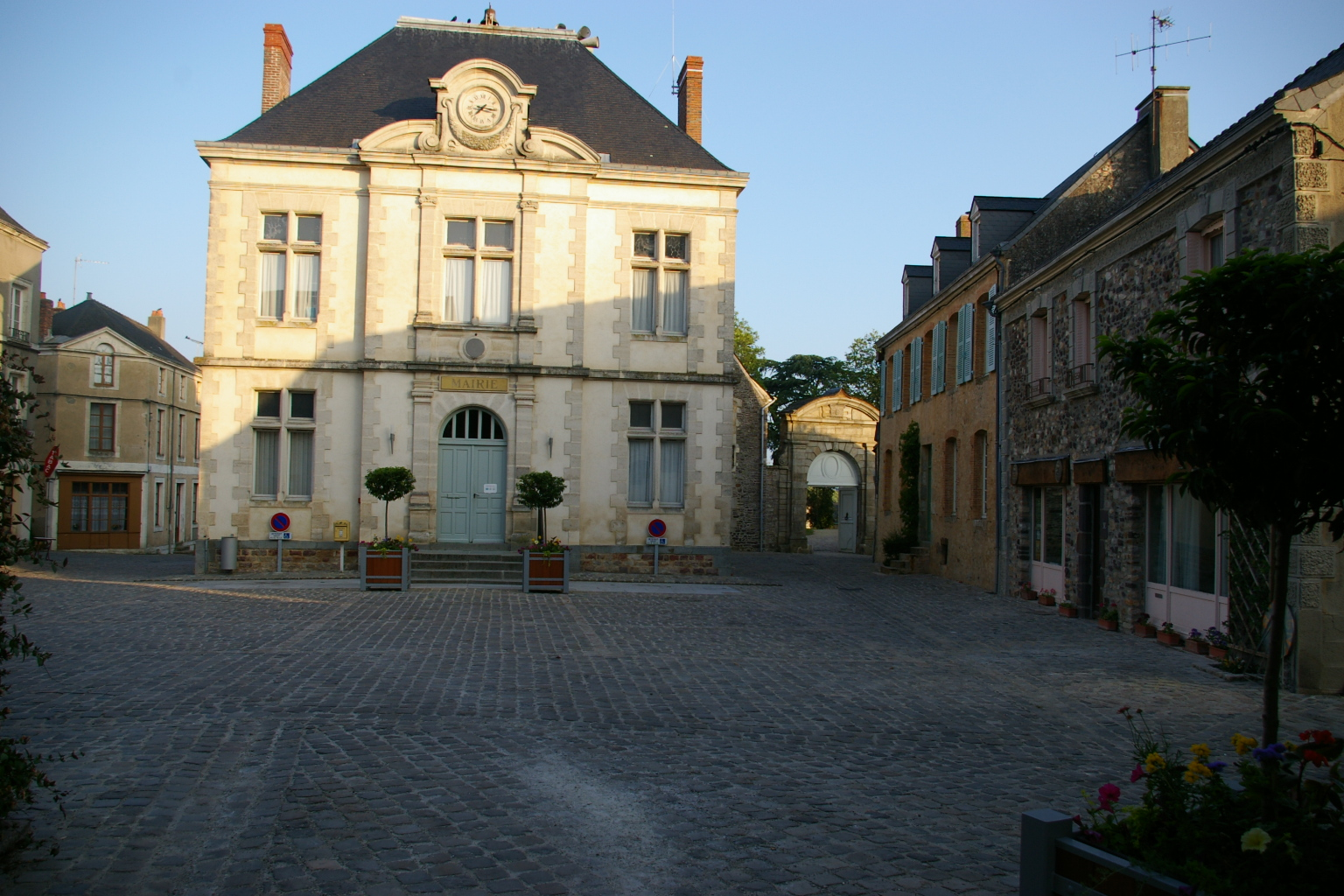
L'ancienne place du Pilori, emplacement des anciennes halles, la mairie (1884) et l'entrée du manoir de la Butte-Verte.

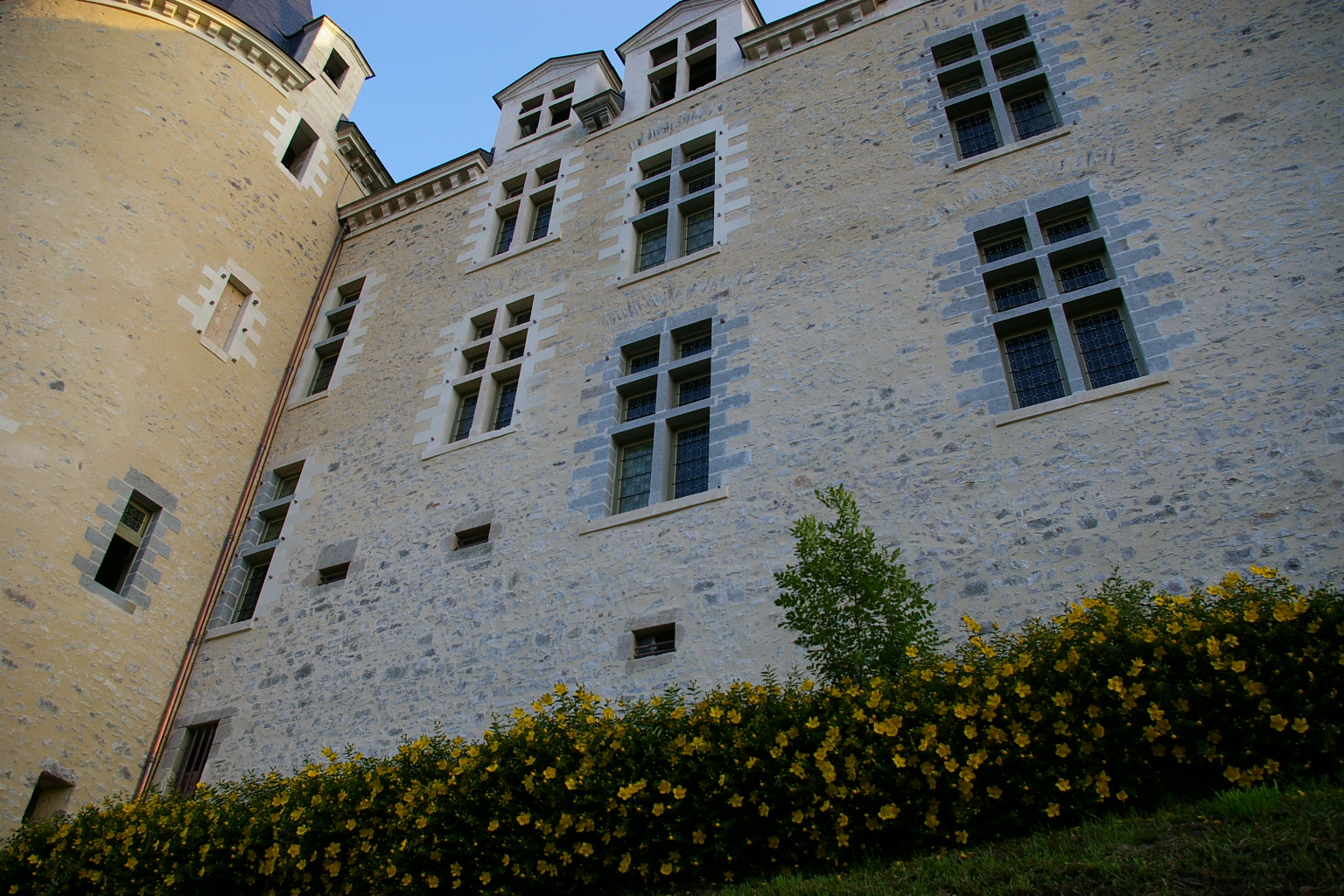
Le château de Sainte-Suzanne.

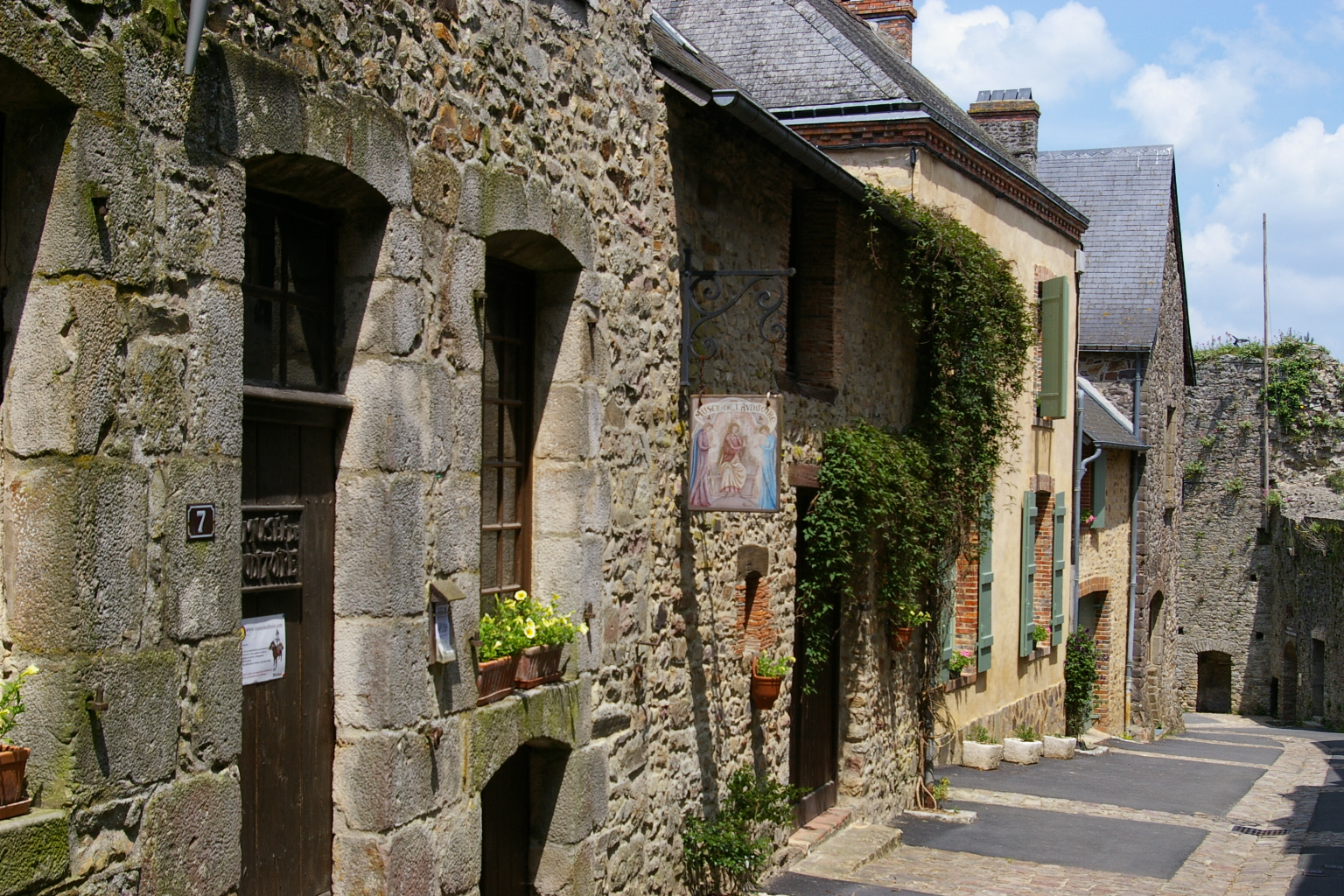
Le musée de Sainte-Suzanne.

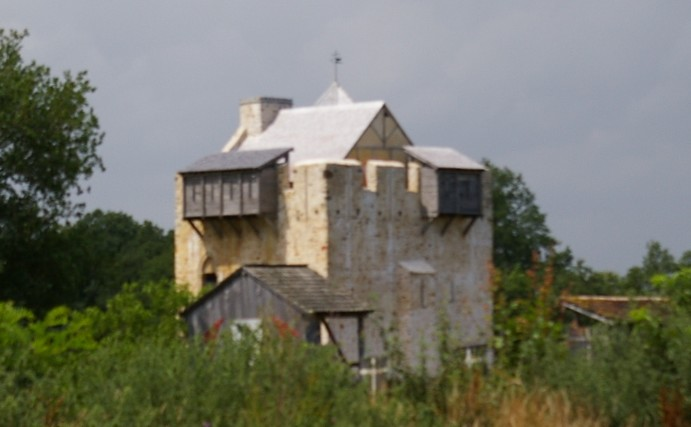
Le donjon du Centre médiéval de Clairbois.

### Patrimoine religieux
- L'église de Sainte-Suzanne est de culte catholique. Sainte-Suzanne, comme les communes environnantes, appartient aujourd'hui à la communauté paroissiale de Saint-Barnabé-en-Charnie.
- Croix-Boissée et chapelle de la Madeleine au cimetière.
- Chapelle Saint-Eutrope à la Croix-couverte (retable 1706 inscrit M.H.), entièrement restaurée en 2017.
- Statue de la Vierge de Beausoleil dite « la Vierge des bois » en forêt de Charnie.

### Patrimoine culturel
- Le château de Sainte-Suzanne avec son donjon, son pont-levis, ses remparts et son logis XVIIe, propose un parcours complet sur le patrimoine local et mayennais (Centre d'interprétation de l'architecture et du patrimoine).
- Le musée de l'auditoire : trois mille ans de l'histoire de Sainte-Suzanne et du Pays d'Erve et Charnie, sur 9 salles et 3 niveaux, avec exposition de la plus ancienne armure de France (1410-1420), contemporaine d'Ambroise de Loré.
- Le moulin à papier au lieudit le Grand-moulin : le seul moulin à papier de France qui puisse produire, à partir de la même roue, de la farine, du papier et de l'électricité.
- Les animations culturelles : théâtre (les Nuits de la Mayenne), fêtes et spectacles médiévaux, concerts, journée des peintres et arts de la rue…
- Le téléfilm tourné à Sainte-Suzanne (récompensé aux 7 d'or) : série Les Maîtres du pain, de Hervé Baslé, en 1993.

### Patrimoine historique

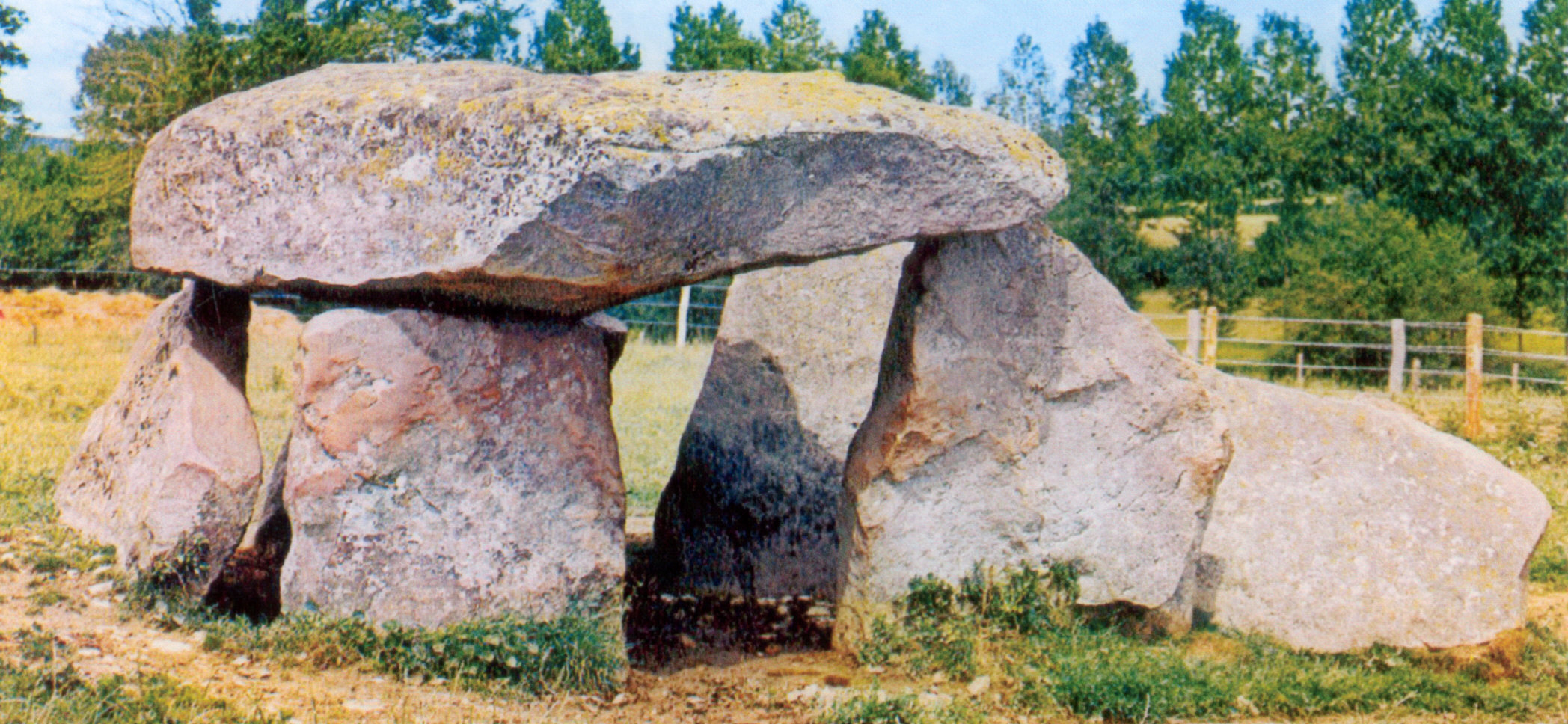
Le dolmen des Erves.
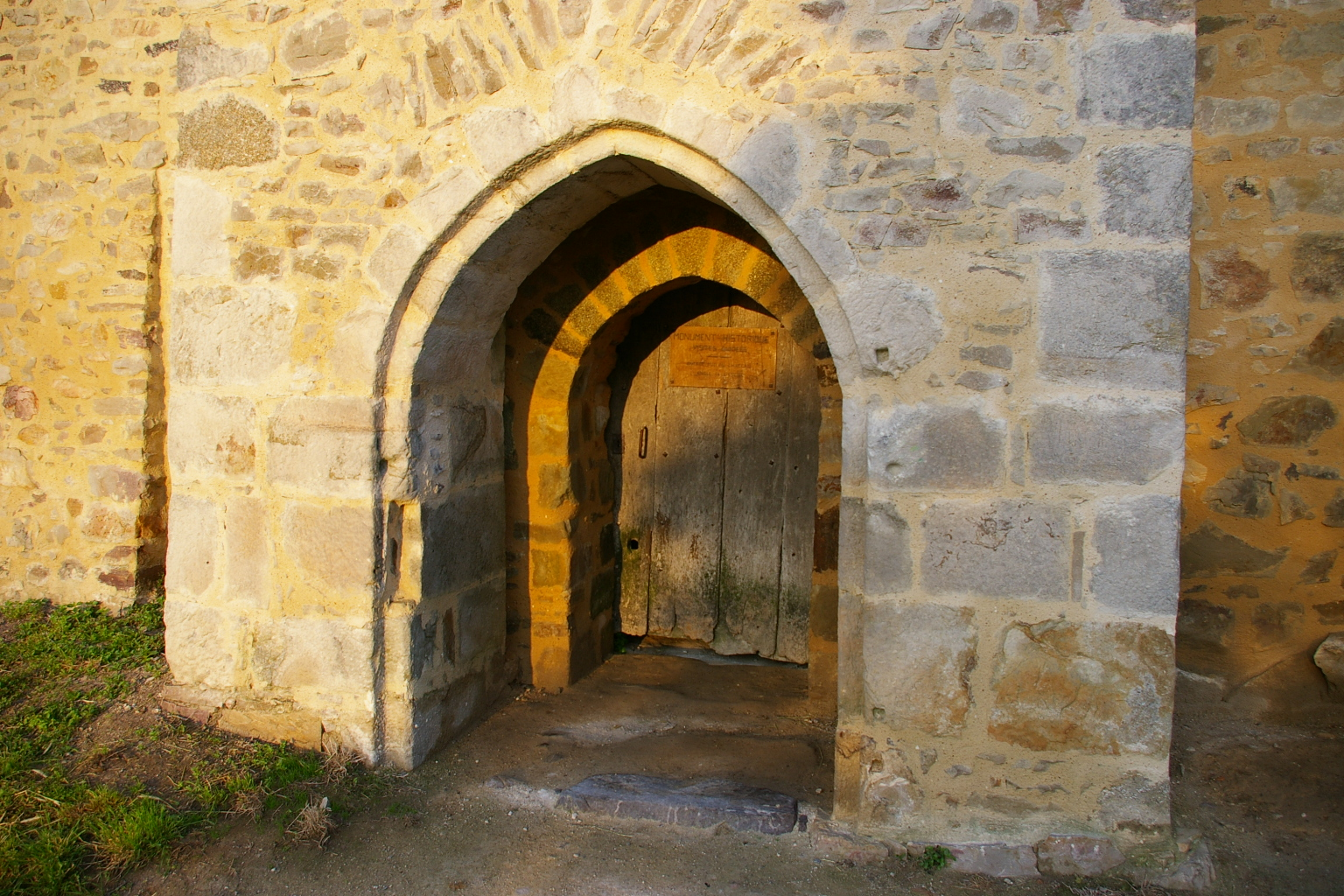
La porte de la Herse.
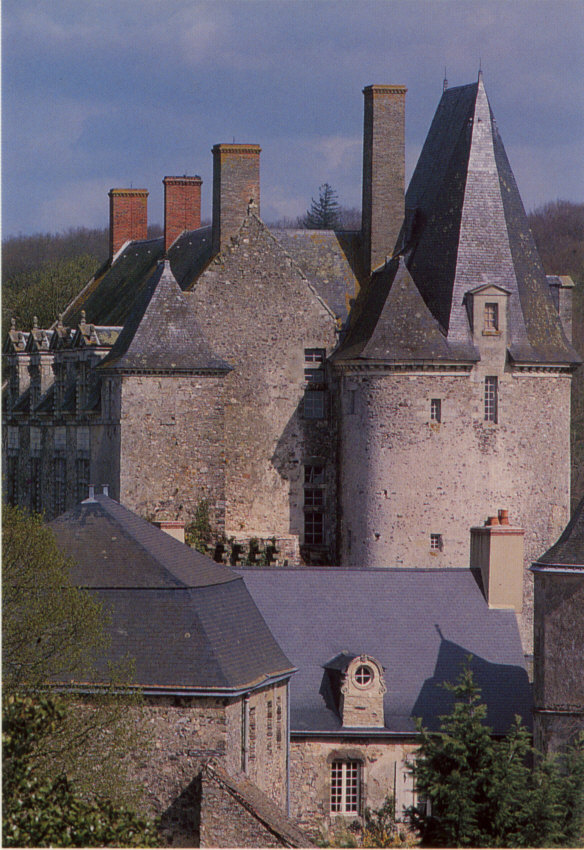
Le château.
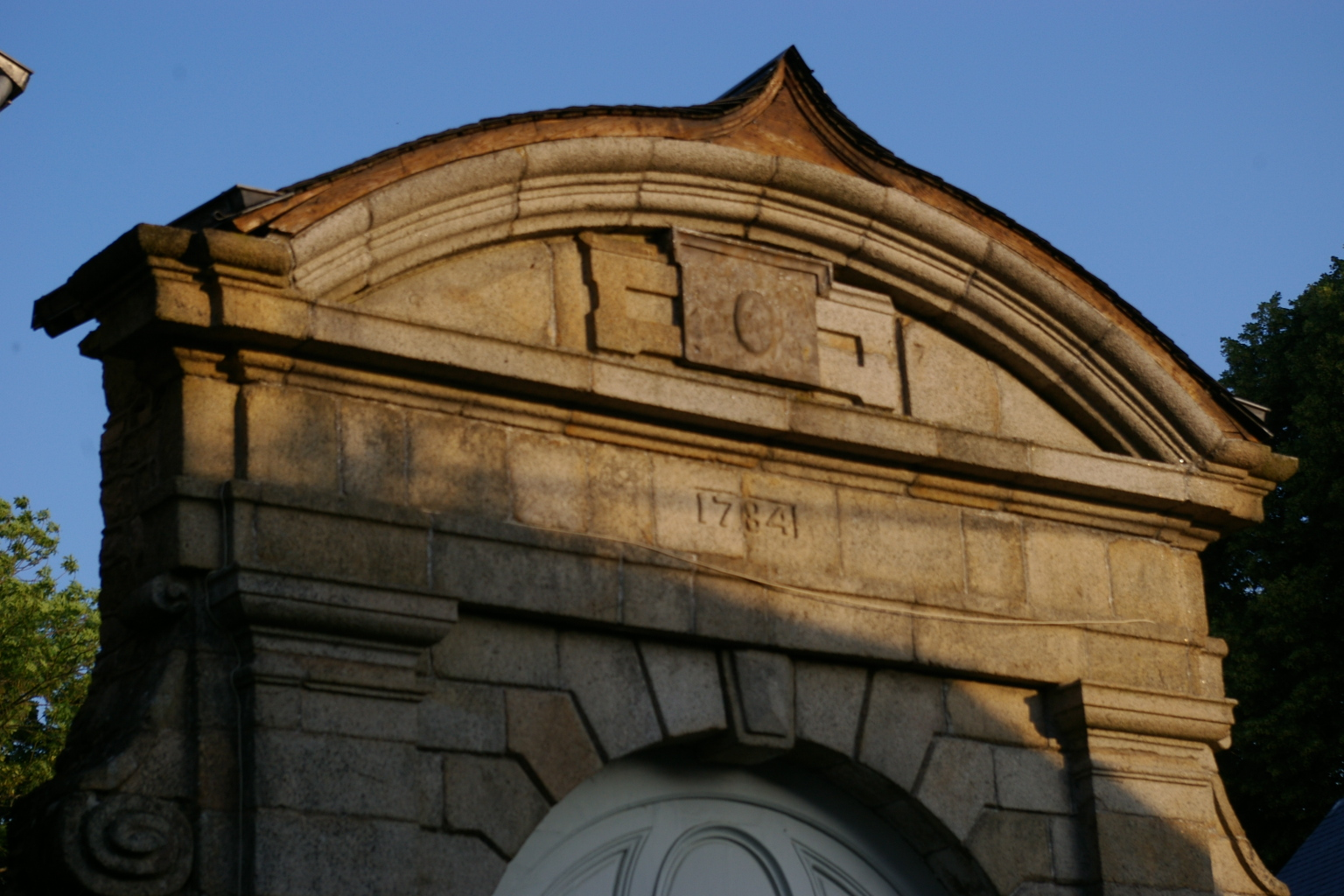
Le portail du manoir de la Butte-Verte, 1784. Mairie de la commune nouvelle.
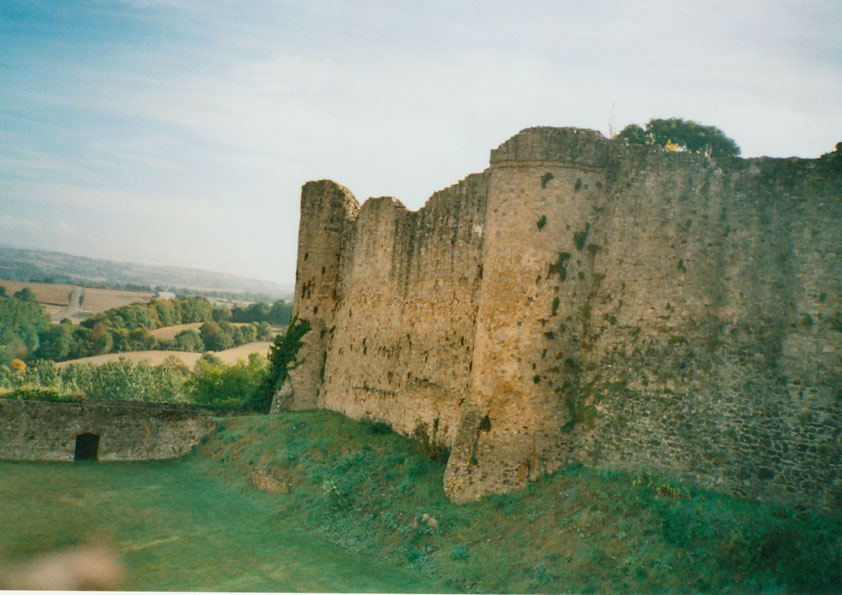
Les remparts nord-ouest.
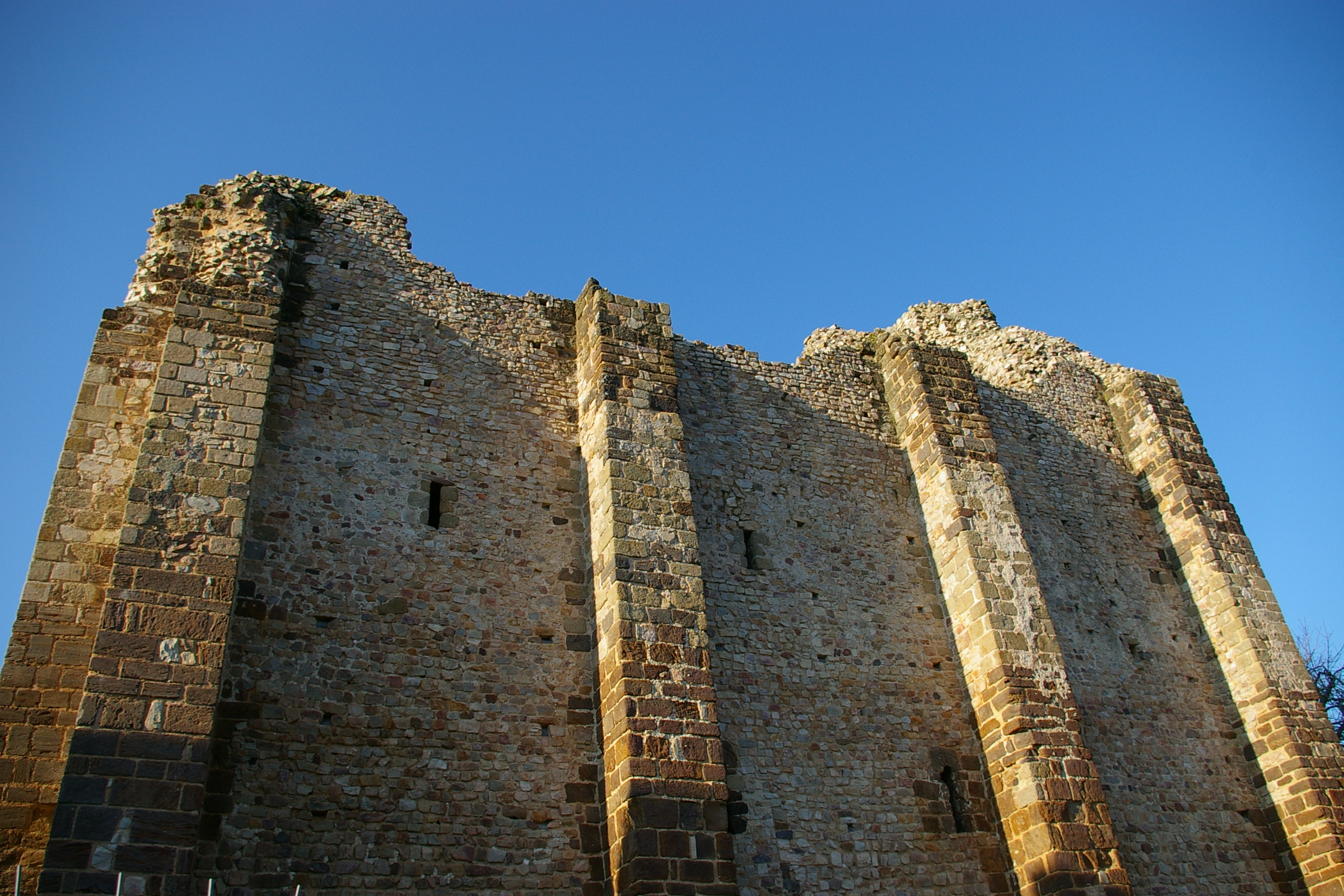
Le donjon de Hubert II de Beaumont.
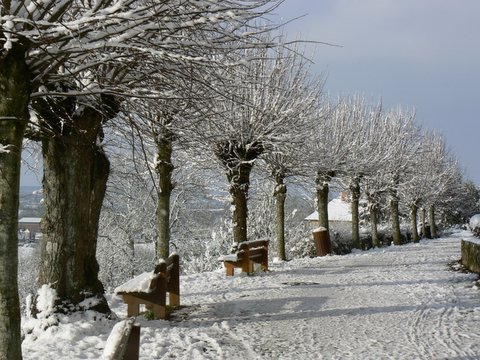
La promenade de la Poterne sous la neige.
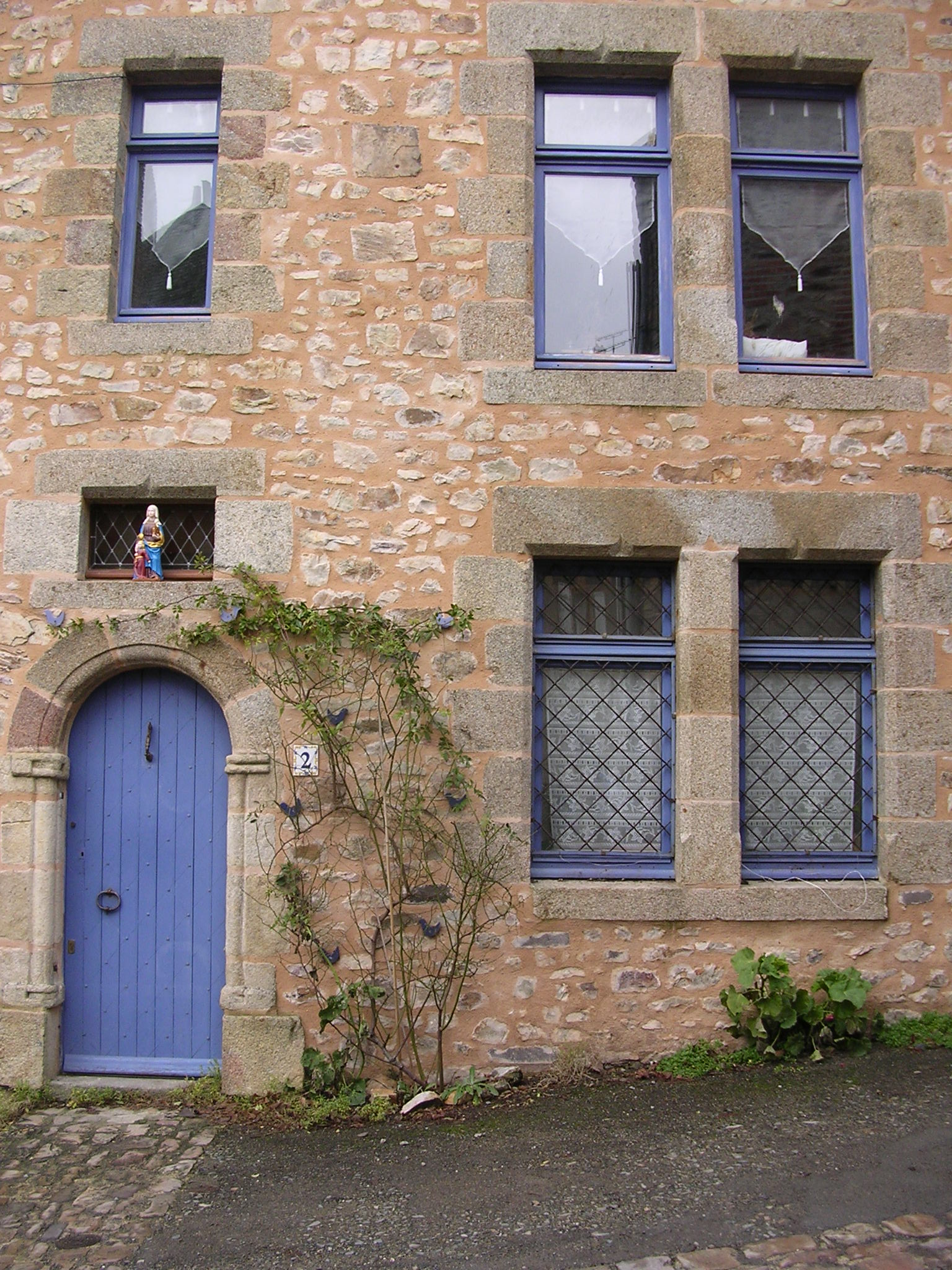
Maison restaurée, rue de la Belle-Étoile.
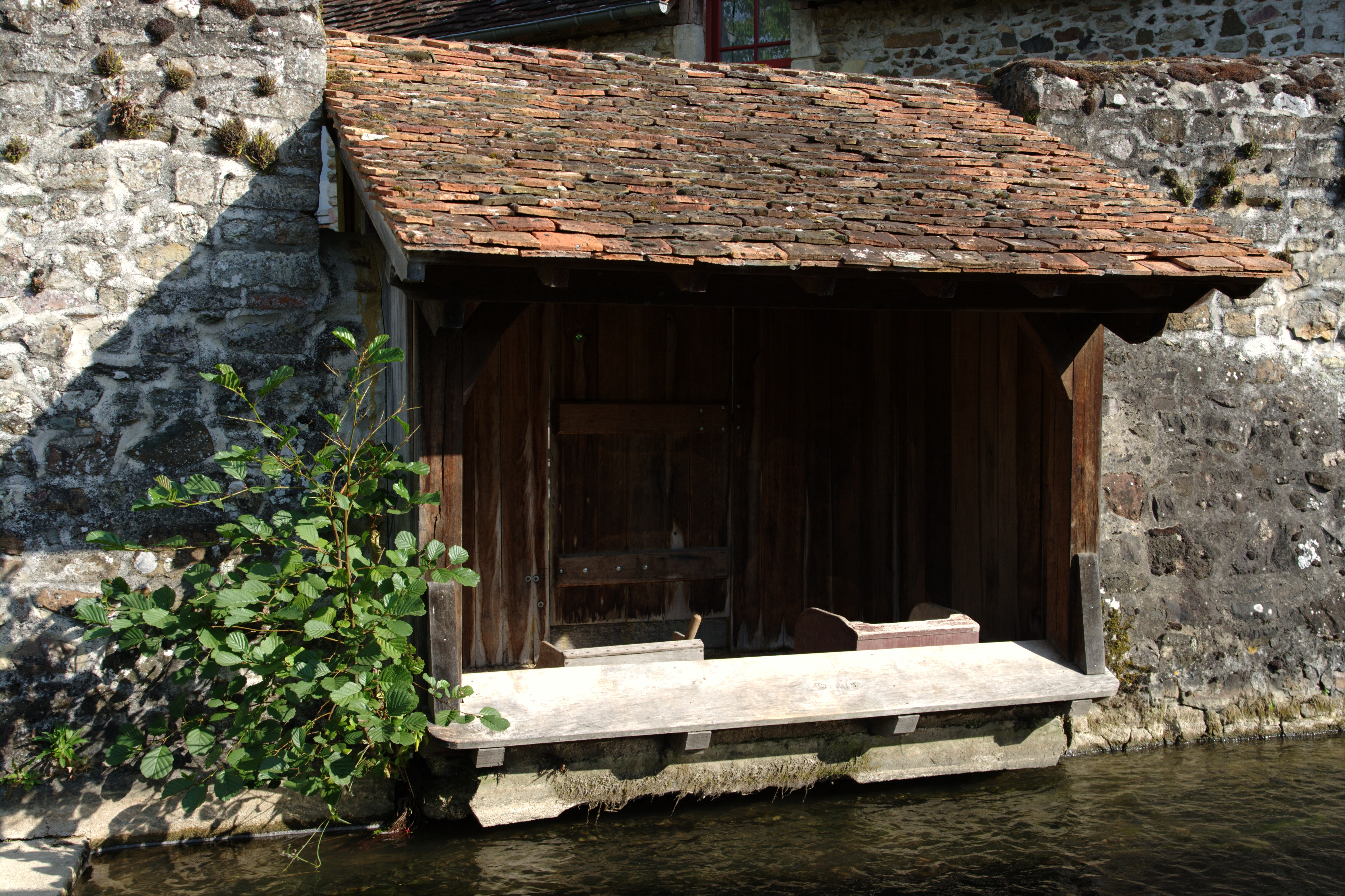
Un lavoir sur la rivière Erve.

Préhistoire et antiquité
- Le dolmen des Erves, qui est le plus ancien monument de la Mayenne (~ -3500 av. J.-C.).
- Les fortifications de la ville, dont une partie, qui repose sur une base de pierres vitrifiées, serait d'origine celtique.
- Une voie pavée ancienne (peut-être gallo-romaine), au pied du Tertre Ganne, aboutissant à l'ancien gué du Pont-Neuf[Note 5].

La cité de Sainte-Suzanne
- Le donjon, barlong, est le monument le plus ancien de la cité (~ première moitié du XIe siècle).
- Le camp de Beugy ou camp des Anglais datant du XIe siècle constitue le camp des troupes de Guillaume le Conquérant lors du siège de la cité (1083-1086) contre Hubert II de Beaumont [18].
- La forteresse et la cité médiévale sont composées de remparts des XIIe et XVe siècles, d'une porte du Guichet (ou Porte-du-Pont), d'une porte de Fer ou de la Herse, d'une tour du Guet, d'une Porte-murée, d'une tour Sud, d'une tour d'orientation et d'une tour Nord. La porte d'entrée du château est défendue par deux tours : la tour farinière XIIIe siècle, et la  tour poudrière, partiellement détruite lors des guerres de religion). L'ancien pont-levis était présent à l'entrée principale du château avant 1772. Les tours rondes, médiévales, et tours carrées, sont adaptées aux armes à feu, et datent de la fin du XVIe siècle[Note 6].

L'ancien statut de ville royale de Sainte-Suzanne se remarque encore de nos jours par la présence de bâtisses de caractère dans la partie intra-muros de la cité (ancienne résidence des Procureurs du Roi début XVIe siècle, grenier à sel XVIIIe siècle, ancienne carterie (fabrique de cartes à jouer), ancien auditoire de Justice (façade XVIIIe siècle), deux manoirs et nombreuses maisons anciennes du XVe siècle au XIXe siècle).
Le logis est un château du XVIIe siècle, monument historique. Il a été construit entre 1608 et 1610-1613 par Guillaume Fouquet de la Varenne. Il est aujourd'hui la propriété du conseil départemental de la Mayenne. Le château possède des fenêtres à meneaux, des frontons, une superposition des ordres (dorique en bas, ionique au premier étage, corinthien en haut) ; son style annonce le classicisme : sobriété du décor, atténuée par un perron en loggia menant à l'escalier intérieur. Le château contient une ancienne boulangerie et une ancienne écurie, devenue ensuite bergerie.
Les autres monuments et sites
- L'ancienne mairie (1884), est bâtie là où s'élevaient les anciennes halles (mentionnées en 1528), dont l'emplacement est matérialisé au sol place Hubert II. De même que les combles des halles abritèrent l'auditoire de justice, le premier étage de la mairie abritait le juge de paix et la salle du tribunal. Des éléments de la charpente des halles ont été réutilisés pour construire celle de la mairie actuelle. La cloche qui surmonte le toit porte l'inscription : « L'oreille est attentive / À ma voix claire et nette / En dépit des bourdons / Qui m'appellent clochette ». Ce bâtiment sert aujourd'hui d'annexe au Musée de l'auditoire pour ses collections média (Bibliothèque historique) et costumes.
- Le site du Tertre Ganne (accès par le CD 9, route de Torcé-Viviers-en-Charnie), offre des traces de retranchements anciens (siège du XVe siècle) et une vision panoramique remarquable sur la cité et le château.
- Nombreux anciens moulins sur l'Erve : à blé, à foulon, à papier, à tan. Visite du Moulin à papier. Promenade des moulins dans le faubourg de La Rivière.

La promenade de la Poterne offre un panorama sur les Coëvrons, la vallée de l'Erve, la forêt de la Charnie et la plaine d'Anjou.

### Personnages liés à la commune

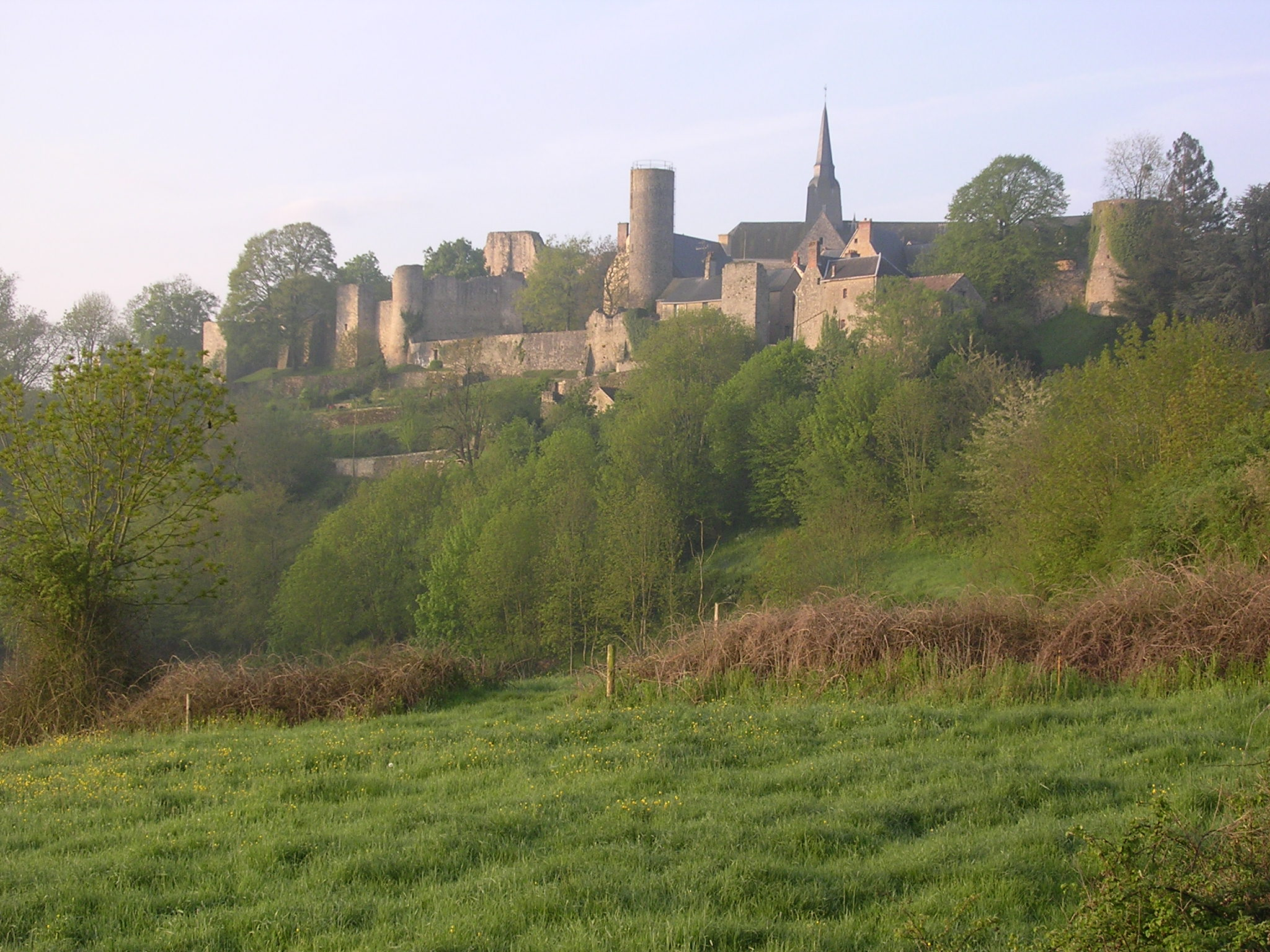
Vue panoramique de Sainte-Suzanne, côté nord.

La cité a connu nombre de personnages célèbres parmi les propriétaires successifs du château :
Les deux personnages les plus célèbres de Sainte-Suzanne sont Hubert II de Beaumont qui résista victorieusement à Guillaume le Conquérant , et Guillaume Fouquet de la Varenne constructeur du château actuel, mais d'autres personnages ont aussi marqué son histoire :
- Richer de l'Aigle (° v 1039 - † 1085), époux de Judith d'Avranches, mort à Sainte-Suzanne le 18 novembre 1085 lors du siège de la cité (1083-1086) par les troupes de Guillaume le Conquérant [18];
- Ambroise de Loré (° v1395 - † 1446), capitaine de Sainte-Suzanne en 1422, compagnon d'armes de Jeanne d'Arc, prévôt de Paris de 1436 à sa mort en 1446 ;
- Thomas Montaigu, 4e comte de Salisbury, (° 1388- † 1428), commandant des Anglais lors de l'attaque contre Sainte-Suzanne au XVe siècle ;
- John Falstaff, commandant de la place de Sainte-Suzanne pendant l'occupation anglaise (1425-1439) ;
- John Fastolf, grand maître de la Maison de Lancastre auprès du duc de Bedford, lieutenant du roi Henri VI d'Angleterre pour la Normandie pendant le siège de Sainte-Suzanne ;
- Jean de Lancastre, (° 1389 – † 1435), duc de Bedford, comte de Richmond[Note 7], comte du Maine et duc d'Anjou sous la domination anglaise ;
- Jean V de Bueil (° 1406 - † 1477), qui reprend Sainte-Suzanne aux Anglais en 1439 et, malgré une injonction du roi de rendre la cité à la famille d'Alençon, s'y installe et la conserve jusque vers 1447 ;
- Urbain de Montmorency-Laval Boisdauphin (° 1557 - † 1629), gouverneur du Maine pour la Ligue, assiège Sainte-Suzanne (ville royale) en août 1589 ;
- Le duc de Mercœur (Philippe-Emmanuel de Lorraine, ° 1558 - † 1602) attaque Sainte-Suzanne en juin 1592 ;
- Paul Louis François Beaulieu Lépine (1749 à Sainte-Suzanne -1816), homme politique, député du tiers aux États généraux.
- Perrine Dugué (° 1777 - † 1796), la « Sainte tricolore » ;
- Prosper Mérimée (° 1803 - † 1870), inspecteur général des Monuments historiques en 1834, accomplit de juillet à octobre 1835 une tournée d'inspection dans l'Ouest, dont Sainte-Suzanne (examen du mur vitrifié) ;
- Alexis Muzet (° 1843 - † 1934), syndicaliste et homme politique ;
- Eugène Ledrain, né à Sainte-Suzanne le 22 juin 1844, professeur à l'École du Louvre (égyptologue, assyriologue), Conservateur des antiquités orientales au musée du Louvre. Spécialiste de l'épigraphie araméenne et hébraïque, il a traduit la Bible en français d'après les textes hébreu et grec ; auteur d'ouvrages, études et préfaces nombreux ;
- Robert Triger (° 1856 - † 1927), historien et archéologue ;
- Amand Dagnet (° 1857 - † 1933), écrivain et folkloriste ;
- Henri Chantrel (° 1880 - † 1944), enseignant et résistant ;
- Jean Déré (° 1886 - † 1970), inhumé à Sainte-Suzanne), compositeur, prix de Rome de Musique 1919, il venait régulièrement dans sa résidence de Sainte-Suzanne (aux Granges puis à la Fousillère) où il a notamment mis en musique des chansons d'Amand Dagnet sur la cité ;
- Roland Gaillard (° 1944 - † 2016), syndicaliste ;
- Laurent Granier (auteur-réalisateur) (° 1974), auteur-réalisateur et scénariste ;
- Cassandre Manet (° 1979), comédienne.